# Traktat w Villafranca

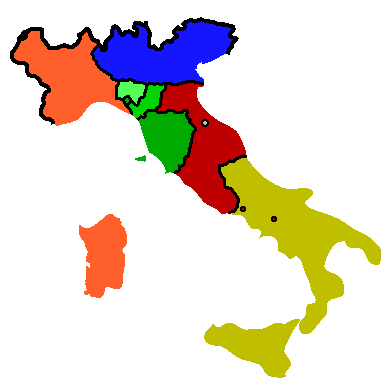
Mapa Półwyspu Apenińskiego w 1859 roku

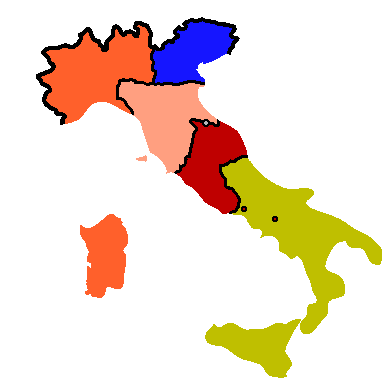
Mapa Półwyspu Apenińskiego w 1860 roku

Traktat w Villafranca – porozumienie zawarte 11 lipca 1859 przez władców Francji i Austrii (Napoleona III i Franciszka Józefa), które zakończyło wojnę pomiędzy Francją i Piemontem a Austrią.
Na mocy porozumienia większość Lombardii, razem z jej stolicą, Mediolanem, z wyjątkiem twierdz austriackich, Mantui i Legnano, przeszła pod władzę francuską. Władcy państw środkowoitalskich, którzy wskutek wybuchających tam rewolucji zostali obaleni wkrótce po wybuchu wojny, mieli powrócić na swoje trony.
Porozumienie zostało zawarte przez Napoleona III bez porozumienia z sojuszniczym Królestwem Piemontu, na wieść o porozumieniu piemoncki premier Camillo Cavour podał się do dymisji.
Na mocy późniejszego Traktatu w Zurychu z 10 listopada terytorium Lombardii zostało przekazane przez Francję Piemontowi w zamian za Sabaudię.
W praktyce warunki porozumienia nie weszły w życie, gdyż środkowa część Italii znajdowała się pod okupacją wojsk piemonckich, a rząd tego kraju nie wykazywał woli przywrócenia dotychczasowych władców. Również władze francuskie nie wykazywały chęci wymuszenia na sojuszniku dotrzymania tego z warunków pokojowych. Ostatecznie w tych państwach przeprowadzone zostały plebiscyty, w wyniku których włączono je do Królestwa Piemontu.
Na mocy późniejszego, z roku 1860, porozumienia brytyjsko-francuskiego państwa środkowoitalskie (Księstwo Parmy i Piacenzy, Księstwo Modeny i Reggio, Wielkie Księstwo Toskanii i część Państwa Kościelnego) zostały zaanektowane przez Piemont, co pozwoliło osiągnąć pierwszy z zakładanych celów na drodze do zjednoczenia Włoch.